# Gerrit Glomser
Gerrit Glomser (Salisburgo, 1º aprile 1975) è un dirigente sportivo ed ex ciclista su strada austriaco. Già professionista dal 1998 al 2009, dal 2019 è direttore sportivo del team Tirol KTM.

## Palmarès

### Strada
- 1997 (Dilettanti, due vittorie)

Trofeo Città di Brescia
Circuito dell'Assunta
- 2000 (Ceramica Panaria-Gaerne, una vittoria)

7ª tappa Österreich-Rundfahrt (Lienz > Bad Hofgastein)
- 2002 (Saeco-Longoni Sport, due vittorie)

3ª tappa Österreich-Rundfahrt (Schwaz > Innervillgraten)
Classifica generale Österreich-Rundfahrt
- 2003 (Saeco, tre vittorie)

2ª tappa Österreich-Rundfahrt (Salisburgo > Bad Hofgastein)
3ª tappa Österreich-Rundfahrt (Bad Gastein > Kitzbühel)
Classifica generale Österreich-Rundfahrt
- 2004 (Saeco, una vittoria)

4ª tappa Österreich-Rundfahrt (Bad Gastein > Lienz)
- 2005 (Lampre-Caffita, una vittoria)

Campionati austriaci, Prova in linea Elite
- 2007 (Team Volksbank, due vittorie)

6ª tappa Österreich-Rundfahrt (Wolfsberg > Semmering)
GP Vorarlberg

#### Altri successi
- 2002 (Saeco-Longoni Sport)

Kirschblütenrennen Wels
Welser Innenstadt Kriterium
- 2006 (Team Vorarlberg)

Kärnten Viper Grand Prix
Criterium Dornbirn
Kolsassberg
- 2007 (Team Volksbank)

Criterium Waidhofen an der Ybbs
- 2008 (Team Volksbank)

Lungau Rundfahrt
Criterium Bischofhofen

### Ciclocross
- 2000

Campionati austriaci, gara Elite

## Piazzamenti

### Grandi Giri
- Giro d'Italia

1999: 26º
- Tour de France

2003: 64º
2004: ritirato (13ª tappa)
2005: ritirato (10ª tappa)
- Vuelta a España

2002: 44º
2003: squalificato (7ª tappa)
2005: non partito (12ª tappa)

### Classiche monumento
- Parigi-Roubaix

1998: ritirato
- Liegi-Bastogne-Liegi

2002: ritirato
2003: 39º
2004: 85º
2005: ritirato
- Giro di Lombardia

2003: 25º

### Competizioni mondiali
- Campionati del mondo

San Sebastián 1997 - Cronometro Under-23: 11º
San Sebastián 1997 - In linea Under-23: 3º
Verona 1999 - In linea Elite: ritirato
Plouay 2000 - In linea Elite: 69º
Lisbona 2001 - In linea Elite: non partito
Zolder 2002 - In linea Elite: 15º
Hamilton 2003 - In linea Elite: 28º
Stoccarda 2007 - In linea Elite: ritirato
- Giochi olimpici

Sydney 2000 - In linea: 41º
Atene 2004 - In linea: 51º

### Competizioni europee
- Campionati europei

Villach 1997 - In linea Under-23: 3º